# Углеродное волокно
Углеродное волокно — материал, состоящий из тонких нитей диаметром от 3 до 15 мкм, образованных преимущественно атомами углерода. Атомы углерода объединены в микроскопические кристаллы, выровненные параллельно друг другу; выравнивание кристаллов придаёт волокну большую прочность на растяжение. Углеродные волокна характеризуются высокой силой натяжения, низким удельным весом, низким коэффициентом температурного расширения и химической инертностью.

## История
Впервые получение и применение углеродных волокон было предложено и запатентовано в 1880 г. американским изобретателем Эдисоном для нитей накаливания в электрических лампах. Эти волокна получались в результате пиролиза хлопкового или вискозного волокна и отличались высокой пористостью и хрупкостью.
Вторично интерес к углеродным волокнам появился, когда велись поиски материалов, пригодных для использования в качестве компонентов для изготовления ракетных двигателей. Углеродные волокна по своим качествам оказались одними из наиболее подходящих для такой роли армирующими материалами, поскольку они обладают высокой термостойкостью, хорошими теплоизоляционными свойствами, коррозионной стойкостью к воздействию газовых и жидких сред, высокими удельными прочностью и жёсткостью.
В 1958 году в США были получены углеродные волокна на основе вискозных волокон. При изготовлении углеродных волокон нового поколения применялась ступенчатая высокотемпературная обработка гидратцеллюлозных (ГТЦ) волокон (900 °C, 2500 °C), что позволило достичь значений предела прочности при растяжении 330—1030 МПа и модуля упругости 40 ГПа. Несколько позднее (в 1960 г.) была предложена технология производства коротких монокристаллических волокон («усов») графита с прочностью 20 ГПа и модулем упругости 690 ГПа. «Усы» выращивались в электрической дуге при температуре 3600 °C и давлении 0,27 МПа (2,7 атм). Совершенствованию этой технологии уделялось много времени и внимания на протяжении ряда лет, однако в настоящее время она применяется редко ввиду своей высокой стоимости по сравнению с другими методами получения углеродных волокон.
Почти в то же время в СССР и несколько позже, в 1961 году, в Японии были получены углеродные волокна на основе полиакрилонитрильных (ПАН) волокон. Характеристики первых углеродных волокон на основе ПАН были невысоки, но постепенно технология совершенствовалась и уже через 10 лет (к 1970 г.) были получены углеродные волокна на основе ПАН-волокон с пределом прочности 2070 МПа и модулем упругости 480 ГПа. Тогда же была показана возможность получения углеродных волокон по этой технологии с ещё более высокими механическими характеристиками: модулем упругости до 800 ГПа и пределом прочности более 3 ГПа. УВ на основе нефтяных пеков были получены в 1970 году также в Японии.
Чэнь и Чун[кто?] исследовали эффект углеродного волокна с добавкой кремнезема на усадку при высыхании бетона и пришли к выводу, что объёмное соотношение углеродного волокна в количестве 0,19 % (при средней длине волокна 5 мм и диаметре 10 мкм) с отношением микрокремнезема, равным 15 % от массы цемента, вызывало снижение усадки при высыхании до 84 %. Исследователи обнаружили, что использование углеродного волокна с микрокремнезёмом позволяет улучшить такие свойства, как прочность при сжатии и химическая стойкость.
Алхадиси Абдул Кадир и другие исследовали влияние добавки углеродного волокна на механические свойства лёгкого бетона. Волокно было добавлено в соотношении 0,5 %, 0,1 %, 1,5 % по объёму. Все составы характеризовалось повышенной прочностью на сжатие и прочностью на разрыв, а также сопротивлению изгибу около 30 %, 58 % и 35 %, соответственно, по сравнению с эталонной смесью.

## Получение
УВ обычно получают термической обработкой химических или природных органических волокон, при которой в материале волокна остаются главным образом атомы углерода. 
Эта обработка состоит из нескольких этапов. Первый из них представляет собой окисление исходного (полиакрилонитрильного, вискозного) волокна на воздухе при температуре 250 °C в течение 24 часов. В результате окисления образуются лестничные структуры, представленные на рис. 1.[прояснить] После окисления следует стадия карбонизации — нагрева волокна в среде азота или аргона при температурах от 800 до 1500 °C. В результате карбонизации происходит образование графитоподобных структур. Процесс термической обработки заканчивается графитизацией при температуре 1600-3000 °C, которая также проходит в инертной среде. В результате графитизации количество углерода в волокне доводится до 99 %. Помимо обычных органических волокон (чаще всего вискозных и полиакрилонитрильных), для получения УВ могут быть использованы специальные волокна из фенольных смол, лигнина, каменноугольных и нефтяных пеков.

## Дополнительная переработка
Углеродные волокна могут выпускаться в разнообразном виде: штапелированные (резаные, короткие) нити, непрерывные нити, тканые и нетканые материалы. 
Наиболее распространённый вид продукции — жгуты, пряжа, ровинг, нетканые холсты. Изготовление всех видов текстильной продукции производится по обычным технологиям, так же, как для других видов волокон. Вид текстильной продукции определяется предполагаемым способом использования УВ в композиционном материале, точно так же, как и сам метод получения композита. 
Основные методы получения композитов, армированных углеродными волокнами, являются обычными для волокнистых материалов: выкладка, литьё под давлением, пултрузия и другие. В настоящее время выпускается ряд видов УВ и УВМ, основные из которых перечислены ниже.
- На основе вискозных нитей и волокон:
  - нити, ленты, ткани;
  - нетканый материал;
  - активированные сорбирующие ткани;
  - активированные сорбирующие нетканые материалы.
- На основе вискозных штапельных волокон:
  - волокна и нетканые материалы: карбонизованые и графитированые;
- На основе ПАН-нитей и жгутов:
  - ленты и ткани ;
  - активированные сорбирующие волокна и нетканые материалы;
  - дисперсный порошок из размолотых волокон.
- На основе ПАН-волокон:
  - Волокна и нетканые материалы: карбонизованные и графитированные.

## Свойства
УВ имеют исключительно высокую теплостойкость: при тепловом воздействии вплоть до 1600—2000 °С в отсутствие кислорода механические показатели волокна не изменяются. Это предопределяет возможность применения УВ в качестве тепловых экранов и теплоизоляционного материала в высокотемпературной технике. На основе УВ изготавливают углерод-углеродные композиты, которые отличаются высокой абляционной стойкостью. 
УВ устойчивы к агрессивным химическим средам, однако окисляются при нагревании в присутствии кислорода. Их предельная температура эксплуатации в воздушной среде составляет 300—370 °С. Нанесение на УВ тонкого слоя карбидов, в частности, SiC или нитрида бора, позволяет в значительной мере устранить этот недостаток. Благодаря высокой химической стойкости УВ применяют для фильтрации агрессивных сред, очистки газов, изготовления защитных костюмов и др. 
Изменяя условия термообработки, можно получить УВ с различными электрофизическими свойствами (удельное объёмное электрическое сопротивление от 2⋅10−3 до 106 Ом/см) и использовать их в качестве разнообразных по назначению электронагревательных элементов, для изготовления термопар и др.
Активацией УВ получают материалы с большой активной поверхностью (300—1500 м²/г), являющиеся прекрасными сорбентами. Нанесение на волокно катализаторов позволяет создавать каталитические системы с развитой поверхностью.
Обычно УВ имеют прочность порядка 0,5—1 ГПа и модуль 20—70 ГПа, а подвергнутые ориентационной вытяжке — прочность 2,5—3,5 ГПа (для какой толщины волокна?)  и модуль 200—450 ГПа. Благодаря низкой плотности (1,7—1,9 г/см³) по удельному значению (отношение прочности и модуля к плотности) механических свойств лучшие УВ превосходят все известные жаростойкие волокнистые материалы. 
Удельная прочность УВ уступает удельной прочности стекловолокна и арамидных волокон. На основе высокопрочных и высокомодульных УВ с использованием полимерных связующих получают конструкционные углеродопласты. Разработаны композиционные материалы на основе УВ и керамических связующих, УВ и углеродной матрицы, а также УВ и металлов, способные выдерживать более жёсткие температурные воздействия, чем обычные пластики.

## Применение
УВ применяют для армирования композиционных, теплозащитных, химостойких и других материалов в качестве наполнителей в различных видах углепластиков. Наиболее ёмкий рынок для УВ в настоящее время — производство первичных и вторичных структур в самолётах различных производителей, в том числе таких компаний как «Боинг» и «Эйрбус» (до 30 тонн на одно изделие). По причине резко возросшего спроса в 2004—2006 гг. на рынке наблюдался большой дефицит волокна, что привело к его резкому подорожанию.
Из УВ изготавливают электроды, термопары, экраны, поглощающие электромагнитное излучение, изделия для электро- и радиотехники. На основе УВ получают жёсткие и гибкие электронагреватели, в том числе ставшие популярными т. н. «карбоновые нагреватели», обогревающие одежду и обувь. 
Углеродный войлок — единственно возможная термоизоляция в вакуумных печах, работающих при температуре 1100 °C и выше. 
Благодаря химической инертности углеволокнистые материалы используют в качестве фильтрующих слоёв для очистки агрессивных жидкостей и газов от дисперсных примесей, а также в качестве уплотнителей и сальниковых набивок. УВА и углеволокнистые ионообменники служат для очистки воздуха, а также технологических газов и жидкостей, выделения из последних ценных компонентов, изготовления средств индивидуальной защиты органов дыхания. 
Широкое применение находят УВА (в частности, актилен) в медицине для очистки крови и других биологических жидкостей. В специальных салфетках для лечения гнойных ран, ожогов и диабетических язв незаменима ткань АУТ-М, разработанная в начале 80-х годов и опробованная при боевых действиях в Афганистане. Как лекарственное средство применяют при отравлениях (благодаря высокой способности сорбировать яды (например, препарат «Белосорб», или АУТ-МИ на основе светлогорского сорбента), как носители лекарственных и биологически активных веществ. 
УВ-катализаторы используют в высокотемпературных процессах неорганического и органического синтеза, а также для окисления содержащихся в газах примесей (СО до CO2, SO2 до SO3 и др.). Широко применяется при изготовлении деталей кузова в автоспорте, а также в производстве спортивного инвентаря (клюшки, вёсла, лыжи, велосипедные рамы и компоненты, обувь) и т. д.
Углеволокно применяется в строительстве в различных системах внешнего армирования (СВА) — при его помощи усиливают железобетонные, металлические, каменные и деревянные конструктивные элементы зданий и сооружений с целью устранения последствий разрушения материала и коррозии арматуры в результате длительного воздействия природных факторов и агрессивных сред в процессе эксплуатации, а также для сейсмоусиления. Суть данного метода заключается в повышении прочности элементов, воспринимающих нагрузки в процессе эксплуатации зданий и сооружений, с помощью углеродных тканей, ламелей и сеток. Усиление строительных конструкций углеволокном повышает несущую способность без изменения структурной схемы объекта.